# 1958 a filmművészetben

## Események
- február 15. – Megjelenik a Filmvilág című igényes filmlap. Korábban kéthetente adták ki, majd havilap lett belőle. Meghatározó szerkesztői Létay Vera és Hámos György.
- április 9. – A Windjammer című filmmel bemutatják a cinemiracle-eljárást. Ezzel rendkívül éles képet adó és szélesvásznú térhatású színes filmek készülnek el. Az eljárás túl drága, így nem terjed el.
- szeptember 10. – New Yorkban egy vegyipari cég 3 millió dolláros pályázatot ír ki a szagos filmre.
- Az Eastman kodak cég piacra dobja az ektachrome filmet, amely hamarosan felváltja az 1941 óta használatos kodachrome filmet.
- A Gondolat kiadó kiadja Balázs Béla A látható ember című 1924-ben Bécsben megjelent filmesztétikai könyvet.
- Jancsó Miklós elkészíti első nagyjátékfilmjét A harangok Rómába mentek címen.
- A brüsszeli világkiállításon megválasztják 12 rendező 12 legjobb filmjét, a Brüsszeli tizenkettőt.

## Sikerfilmek
Észak-Amerika
1. No Time for Sergeants – rendező Mervyn LeRoy
2. The Vikings – rendező Richard Fleischer
3. South Pacific – rendező Joshua Logan
4. Cat on a Hot Tin Roof – rendező Richard Brooks

## Magyar filmek
- A harangok Rómába mentek – rendező: Jancsó Miklós
- Az agyag poétája – rendező: Kollányi Ágoston
- Csempészek – rendező: Máriássy Félix
- Derkovitz Gyula 1894–1934 – rendező: Jancsó Miklós
- Don Juan legutolsó kalandja – rendező: Keleti Márton
- Édes Anna – rendező: Fábri Zoltán
- Égi madár – rendező: Fehér Imre
- Életmentő véradók – rendező: Révész György
- Felfelé a lejtőn – rendező: Gertler Viktor
- Ház a sziklák alatt – rendező: Makk Károly
- Lángok – rendező: Rényi Tamás
- Macska kaland – rendező: Homoki Nagy István
- Micsoda éjszaka! – rendező: Révész György
- Paprikajancsi – rendező: Rényi Tamás
- Razzia – rendező: Nádasdy László
- Szent Péter esernyője – rendező: Bán Frigyes
- Sóbálvány – rendező: Várkonyi Zoltán
- Tegnap – rendező: Keleti Márton
- Vasvirág – rendező: Herskó János

## Díjak, fesztiválok
Oscar-díj
- Film: Híd a Kwai folyón
- Rendező: David Lean – Híd a Kwai folyón
- Férfi főszereplő: Alec Guinness – Híd a Kwai folyón
- Női főszereplő: Joanne Woodward – Éva három arca
- Külföldi film: Cabiria éjszakái – Federico Fellini

Velencei Nemzetközi Filmfesztivál (augusztus 27. – szeptember 7.)
- Arany Oroszlán – A riksakuli – Inagaki Hirosi
- Férfi főszereplő: Alec Guinness – A ló szája
- Női főszereplő: Sophia Loren – fekete orchidea

Berlini Nemzetközi Filmfesztivál (június 27-július 8)
- Arany Medve: A nap vége – Ingmar Bergman
- Ezüst Medve: Két szem, tizenkét kéz – V. Santaram
- Rendező: Imai Tadasi – Egy tiszta szerelem története
- Férfi főszereplő: Sidney Poitier – A megbilincseltek
- Női főszereplő: Anna Magnani – Wild is the Wind

1958-as cannes-i filmfesztivál

## Rövidfilmsorozatok
- The Three Stooges (1934–1959)
- Tom és Jerry (1940–1958)

## Születések
- február 13. – Pernilla August, svéd színésznő
- február 21. – Jack Coleman, színész, forgatókönyvíró
- március 1. – Szervét Tibor, színész
- március 3. – Miranda Richardson, színésznő
- március 10. – Sharon Stone, amerikai színésznő
- március 20. – Holly Hunter, színésznő
- március 21. – Gary Oldman angol színész
- április 3. – Alec Baldwin, színész
- április 21. – Andie MacDowell, színésznő
- április 29. – Michelle Pfeiffer, színésznő
- május 19. – Bubik István színész
- május 29. – Annette Bening, amerikai színésznő
- július 8. – Kevin Bacon, színész
- augusztus 16. – Angela Bassett, amerikai színésznő
- augusztus 18. – Madeleine Stowe, színésznő
- augusztus 24. – Steve Guttenberg, amerikai színész
- szeptember 11. – Roxann Dawson, amerikai színésznő
- október 2. – Simorjay Emese, színésznő
- október 16. – Tim Robbins, amerikai színész
- október 26. – Pascale Ogier, francia színésznő
- november 11. – Kulka János, színész
- november 17. – Mary Elizabeth Mastrantonio, színésznő
- december 6. – Nick Park, animátor

## Halálozások
- január 11. – Edna Purviance, színésznő
- január 13. – Jesse L. Lasky, filmproducer
- június 9. – Robert Donat, angol színész
- október 23. – Eiben István, operatőr
- december 16. – Székely János, forgatókönyvíró

## Filmbemutatók
- Attack of the 50 Foot Woman – rendező Nathan Juran
- Auntie Mame – rendező Morton DaCosta
- The Black Orchid – főszereplő Sophia Loren, Anthony Quinn, rendező Martin Ritt
- The Bonnie Parker Story – rendező William Witney
- Carve Her Name with Pride – rendező Lewis Gilbert
- Szállnak a darvak – főszereplő Tatyjana Szamojlova, Alekszej Batalov, rendező Mihail Kalatozov
- A megbilincseltek – főszereplő Sidney Poitier, Tony Curtis, rendező Stanley Kramer
- A légy – rendező Kurt Neumann
- Giant Monster Baran – rendező Ishiro Honda
- Gigi – rendező Vincente Minnelli
- God's Little Acre – rendező Anthony Mann
- A Hatvan Boldogság Fogadója – főszereplő Ingrid Bergman, rendező Mark Robson
- Itt a gyémánt, hol a gyémánt? – rendező André Hunebelle
- Jalsaghar – rendező Satyajit Ray
- King Creole – főszereplő Elvis Presley, rendező Kertész Mihály
- The Labors of Hercules – rendező Pietro Francisci
- Montparnasse 19 – főszereplő Gérard Philipe, Lilli Palmer, rendező Jaques Becker
- Les Girls – rendező George Cukor
- Hosszú, forró nyár főszereplő Paul Newman, Joanne Woodward, rendező Martin Ritt
- A vadnyugati férfi – főszereplő Gary Cooper, rendező Anthony Mann
- Merry Andrew – rendező Michael Kidd
- Nagybácsim – főszereplő és rendező Jacques Tati
- Rickshaw Man – rendező Hiroshi Inagaki
- Ride a Crooked Trail – rendező Jesse Hibbs
- Room at the Top – rendező Jack Clayton
- Separate Tables – rendező Delbert Mann
- Touch of Evil – főszereplő Charlton Heston, Janet Leigh, Orson Welles, rendező Orson Welles
- Szédülés – rendező Alfred Hitchcock
- Hamu és gyémánt – rendező Andrzej Wajda, főszereplő Zbigniew Cybulski
- Rejtett erőd - rendező: Kuroszava Akira, főszereplő: Mifune Tosiró